# BTR-3U
O BTR-3U é um veículo de oito rodas blindado de transporte de tropas, construído na Ucrânia no ano 2000 e em serviço nas forças armadas da Ucrânia e também das forças de Mianmar, Azerbaijão, Equador, Iraque, Cazaquistão, Nigéria, Tailândia e Emirados Árabes Unidos.

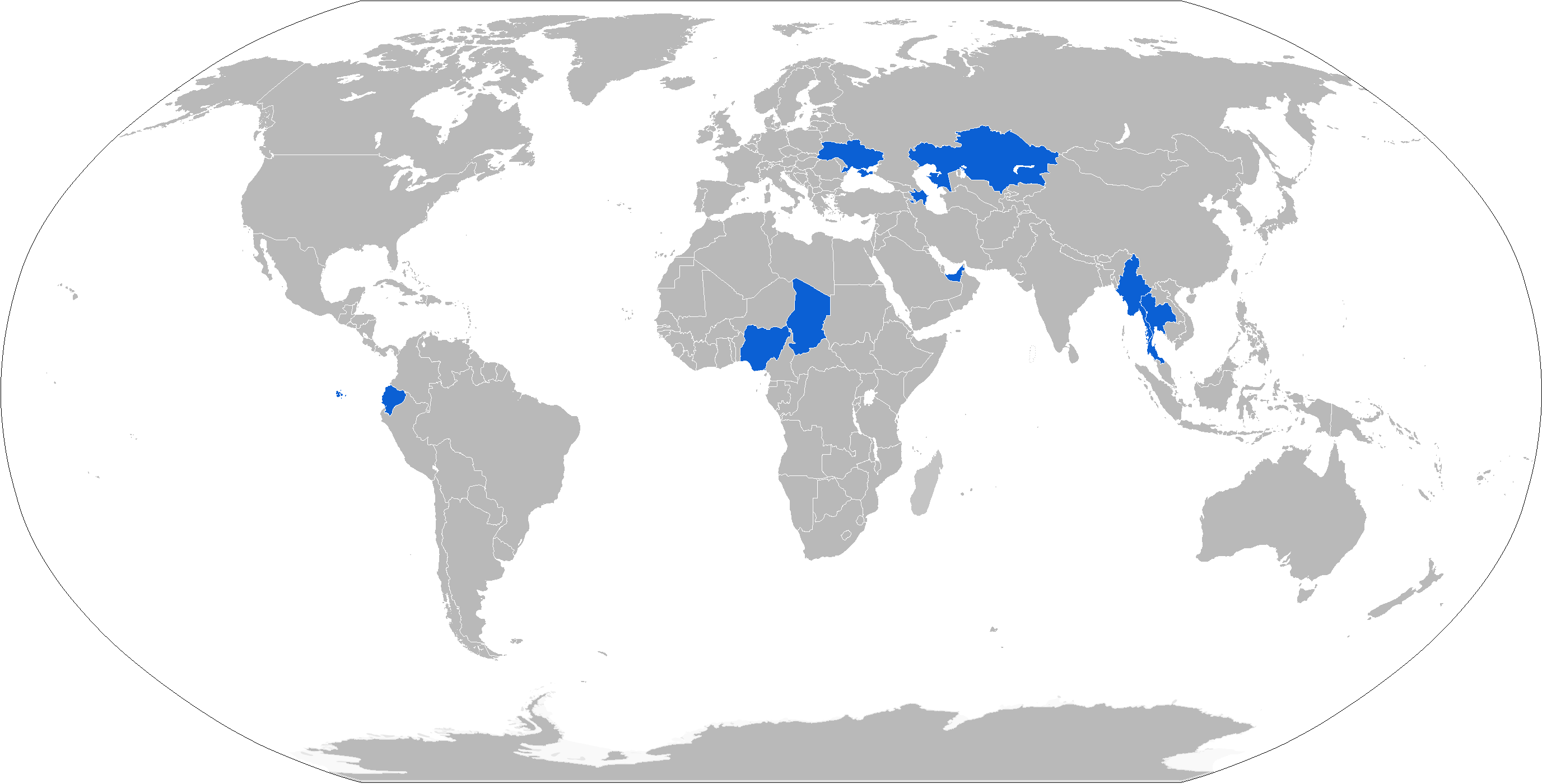
Mapa dos países que utilizam o BTR-3U.